# Ignacówka Pierwsza
Ignacówka Pierwsza – kolonia w Polsce położona w województwie wielkopolskim, w powiecie kępińskim, w gminie Trzcinica. Miejscowość wchodzi w skład sołectwa Aniołka Pierwsza.
W latach 1975–1998 miejscowość należała administracyjnie do województwa kaliskiego.